# منطقة كيفاليق
منطقة كيفاليق ( /kɪˈvælɪk/ ؛ مقاطع Inuktitut : ᑭᕙᓪᓕᖅ  ) هي منطقة إدارية في نونافوت ، كندا. وهي تتألف من جزء من البر الرئيسي إلى الغرب من خليج هدسون مع جزيرة ساوثهامبتون وجزيرة كوتس . المركز الإقليمي هو رانكين إنليت . كان عدد السكان 11045 في التعداد الكندي 2021، بزيادة قدرها 6.1 ٪ عن تعداد 2016 . 
قبل عام 1999 ، كانت منطقة كيفاليق موجودة تحت حدود مختلفة قليلاً مثل كيواتين . على الرغم من أن اسم كيفاليك أصبح رسميًا في عام 1999 ، إلا أن هيئة الإحصاء الكندية استمرت في الإشارة إلى المنطقة باسم منطقة كيواتين في منشورات حتى عام 2021.  تم إلغاء معظم الإشارات إلى المنطقة باسم "Keewatin" بشكل عام من قبل الهيئات التي تتخذ من نونافوت مقراً لها ، حيث كان هذا الاسم متجذرًا في الأصل في منطقة شمال غرب أونتاريو مشتقة من لهجة الكري ، ولم يتم تطبيقه إلا على الأراضي المأهولة بالإنويت بسبب حدود كيواتين المنحلة الآن.

## التركيبة السكانية
في تعداد عام 2021 الذي أجرته كندا، بلغ عدد سكان منطقة كيفاليك 11،045 نسمة يعيشون في 2719 من إجمالي 3،193 مسكنًا خاصًا ، وهو تغيير في6.1% من سكانها لعام 2016 البالغ 10.413 نسمة. بمساحة 434,331.16 كـم2 (167,696.20 ميل2) ، كانت الكثافة سكانية تبلغ0٫0254299/كم2 (0٫0658632/ميل2) في عام 2021. 

## التجمعات السكانية
- القرى و المدن
  - أرفيات (2،864 [4] )
  - بيكر لايك (2،061 [4] )
  - تشيستيرفيلد إنليت (397 [5] )
  - كورال هاربور (1،035 [6] )
  - نوجات (1،225 [6] )
  - رانكين إنليت (2،975 [7] )
  - ويل كوف (470 [7] )

- تجمعات سكانية سابقة
  - كيب فوليرتون
  - إناداي
  - ماجوس ريفر
  - بادلي
  - تافاني
  - ويجر باي

يشار إلى ما تبقى من المنطقة باسم , غير منظم من قبل كندا.

## قبائل السكان الأصليين
- الإنويت
  - ahiarmiut ( لا تتوفر ترجمة )
  - asiagmiut ( لا تتوفر ترجمة )
  - harvaqtuurmiut ( لا تتوفر ترجمة )
  - utkuhiksalik ( لا تتوفر ترجمة )

## جيولوجيا

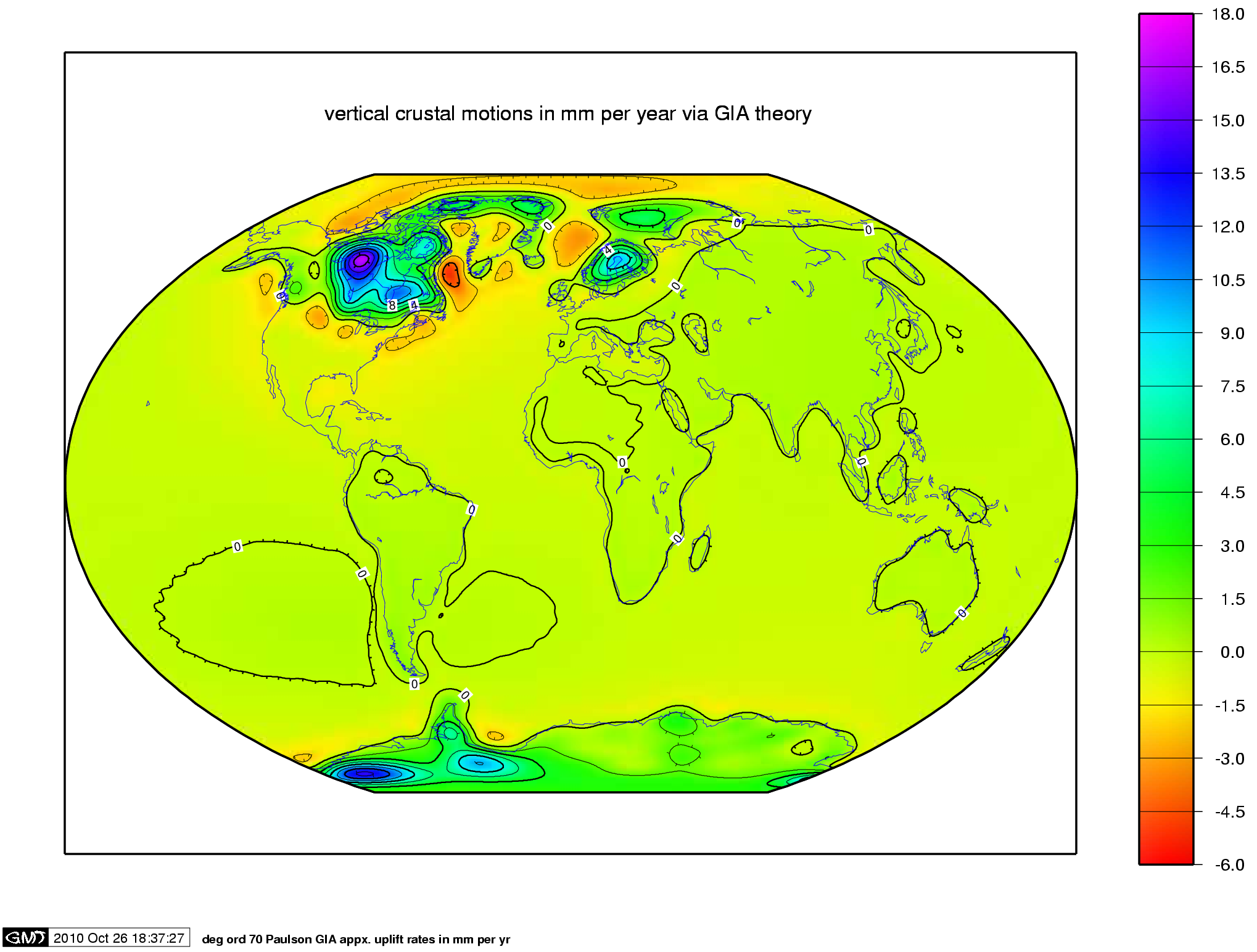
خريطة انتعاش ما بعد الجليدية

تشهد منطقة كيفاليك أعلى معدل انتعاش في العالم بعد العصر الجليدي (حتى 17 مـم (0.67 بوصة) في السنة).

## مناخ
تتمتع منطقة كيفاليق بمناخ شبه قطبيومناخ التندرا ( ET ). ومع ذلك ، فهو يقع بالكامل تقريبًا فوق خط الشجر . تظل درجات الحرارة أقل من درجة التجمد من أواخر سبتمبر إلى أوائل يونيو ، وتبلغ ذروتها في حوالي 10 °م (50 °ف) في يوليو. الأيام أطول بكثير في الصيف منها في الشتاء.قالب:Arviat weatherboxقالب:Rankin Inlet weatherbox